# Geórgios Athanasiádis
 (août 2021).
Si vous disposez d'ouvrages ou d'articles de référence ou si vous connaissez des sites web de qualité traitant du thème abordé ici, merci de compléter l'article en donnant les références utiles à sa vérifiabilité et en les liant à la section « Notes et références ».
Pour les articles homonymes, voir Athanasiádis.
Ne pas confondre avec le lutteur Geórgios Athanasiádis et l’entraîneur de football Geórgios Athanasiádis.
Geórgios Athanasiádis (en grec moderne : Γεώργιος Αθανασιάδης), né le 7 avril 1993 à Thessalonique, est un footballeur grec, qui évolue au poste de gardien de but à l'Aris Salonique.

## Biographie

### Formation
Geórgios Athanasiádis est formé à l'Iraklis Thessalonique, club de sa ville natale. En 2012, il passe 6 mois à l'Ethnikos Sochou.

### Débuts au Panthrakikos
À l'été 2012, il rejoint le Panthrakikos FC, promu en première division grecque. Il dispute son premier match en professionnel le 27 octobre 2012 face au Paniónios GSS en championnat. Dès la 7e minute du match, il est exclu pour une faute et voit finalement son équipe 2 buts à 1. Cette saison-là, Athanasiádis est le troisième gardien du club, et ne dispute qu'un autre match en raison d'une blessure du gardien titulaire, Dimitrios Koutsopoulos.
La saison suivante, il n'est titulaire qu'entre février et mars 2014, barré par Dimitrios Koutsopoulos et Dino Seremet, puis Aléxandros Paschalákis.
En 2014-2015, il devient le gardien titulaire à partir du mois de novembre, et dispute 25 matchs de championnat.
Lors de la saison 2015-2016, Athanasiádis ne parvient pas à empêcher la relégation du club en deuxième division.

### Départ à l'Asteras Tripolis
Il rejoint à l'été 2016 l'Asteras Tripolis. Il ne dispute que les trois derniers matchs de championnat, le gardien titulaire étant Antonio Donnarumma. Le club assure de peu son maintien, en terminant à deux points de la zone de relégation.
En 2017-2018, il dispute tous les matchs de Super League, qui voit le club se classer 5e et ainsi se qualifier pour le deuxième tour de qualification en Ligue Europa. Cette saison-là, il ne manque qu'un match, en coupe, de toute la saison.
Il dispute son premier match européen le 26 juillet 2018 sur le terrain de l'Hibernian FC. Les Grecs mènent 2-0 à la mi-temps mais s'inclinent finalement 3 buts à 2. Au retour, les équipes se séparent sur un match nul 1 partout, et l'Asteras Tripolis est ainsi éliminé. En 2018-2019, il perd sa place de titulaire au profit de Nikos Papadopoulos (en).

### Découverte du plus haut niveau à l'AEK Athènes
À l'intersaison 2019, il rejoint l'AEK Athènes. Il ne dispute aucun match lors de sa première saison, barré par Vasílios Bárkas. Avec le transfert de ce dernier au Celtic Glasgow en 2020, il se partage le temps de jeu avec Panagiotis Tsintotas. Il dispute ainsi un match de phase de groupes de Ligue Europa face au Zorya Louhansk, perdu 3-0 après que l'AEK ait été réduit à 10 en début de seconde période. Le club se classe dernier de son groupe, derrière Leicester City, le SC Braga et Louhansk, ne comptant qu'une seule victoire contre les Ukrainiens. En championnat, l'AEK termine sur la dernière marche du podium, synonyme de troisième tour de qualification en C3.

### Prêt au Sheriff Tiraspol et phase de poules de Ligue des Champions
En 2021, il est prêté pour une saison au Sheriff Tiraspol, sa première expérience hors de Grèce. il dispute son premier match en Supercoupe, le Sheriff étant champion en titre, face au Sfîntul Gheorghe. Après un match nul 2-2 au bout de 90 minutes, le Sheriff s'incline 4-2 aux tirs au but, Athanasiádis ne parvenant pas à stopper une tentative adverse. Il dispute les tours préliminaires de C1 avec le club moldave, et parvient avec ses coéquipiers à éliminer le KF Teuta (victoires 0-4 et 1-0), Alashkert (victoires 0-1 et 3-1), l'Étoile rouge de Belgrade (1-1, 1-0) et enfin le Dinamo Zagreb en barrages (3-0, 0-0). Le club se qualifie ainsi pour la première fois de son histoire ainsi que pour celle du football moldave en phase de groupes de C1, où il est opposé au Real Madrid, à l'Inter Milan et au Chakhtar Donetsk.

## Statistiques
| Saison                | Club                  | Championnat           | Championnat | Championnat | Coupe(s) nationale(s) | Coupe(s) nationale(s) | Supercoupe | Supercoupe | Compétition(s) continentale(s) | Compétition(s) continentale(s) | Compétition(s) continentale(s) | Total | Total |
| Saison                | Club                  | Division              | M.          | B.          | M.                    | B.                    | M.         | B.         | Comp.                          | M.                             | B.                             | M.    | B.    |
| 2012-2013             | Panthrakikos FC       | Super League          | 2           | 0           | -                     | -                     | -          | -          | -                              | -                              | -                              | 2     | 0     |
| 2013-2014             | Panthrakikos FC       | Super League          | 8           | 0           | -                     | -                     | -          | -          | -                              | -                              | -                              | 8     | 0     |
| 2014-2015             | Panthrakikos FC       | Super League          | 25          | 0           | 2                     | 0                     | -          | -          | -                              | -                              | -                              | 27    | 0     |
| 2015-2016             | Panthrakikos FC       | Super League          | 24          | 0           | 1                     | 0                     | -          | -          | -                              | -                              | -                              | 25    | 0     |
| Sous-total            | Sous-total            | Sous-total            | 59          | 0           | 3                     | 0                     | -          | -          | -                              | -                              | -                              | 62    | 0     |
| 2016-2017             | Asteras Tripolis      | Super League          | 3           | 0           | 4                     | 0                     | -          | -          | -                              | -                              | -                              | 7     | 0     |
| 2017-2018             | Asteras Tripolis      | Super League          | 30          | 0           | 4                     | 0                     | -          | -          | -                              | -                              | -                              | 34    | 0     |
| 2018-2019             | Asteras Tripolis      | Super League          | 8           | 0           | 7                     | 0                     | -          | -          | C3                             | 2                              | 0                              | 17    | 0     |
| Sous-total            | Sous-total            | Sous-total            | 41          | 0           | 15                    | 0                     | -          | -          | -                              | 2                              | 0                              | 58    | 0     |
| 2019-2020             | AEK Athènes           | Super League          | -           | -           | -                     | -                     | -          | -          | C1+C3                          | -                              | -                              | 0     | 0     |
| 2020-2021             | AEK Athènes           | Super League          | 19          | 0           | 1                     | 0                     | -          | -          | C3                             | 1                              | 0                              | 21    | 0     |
| Sous-total            | Sous-total            | Sous-total            | 19          | 0           | 1                     | 0                     | -          | -          | -                              | 1                              | 0                              | 21    | 0     |
| 2021-2022             | Sheriff Tiraspol      | Divizia Națională     | 17          | 4           | 2                     | 1                     | 1          | 0          | C1+C3                          | 13+2                           | 0+2                            | 35    | 7     |
| Total sur la carrière | Total sur la carrière | Total sur la carrière | 136         | 4           | 21                    | 1                     | 1          | 0          | -                              | 18                             | 2                              | 176   | 7     |

## Palmarès
Sheriff Tiraspol
- Supercoupe de Moldavie :
  - Finaliste : 2021.